# Zinnia peruviana

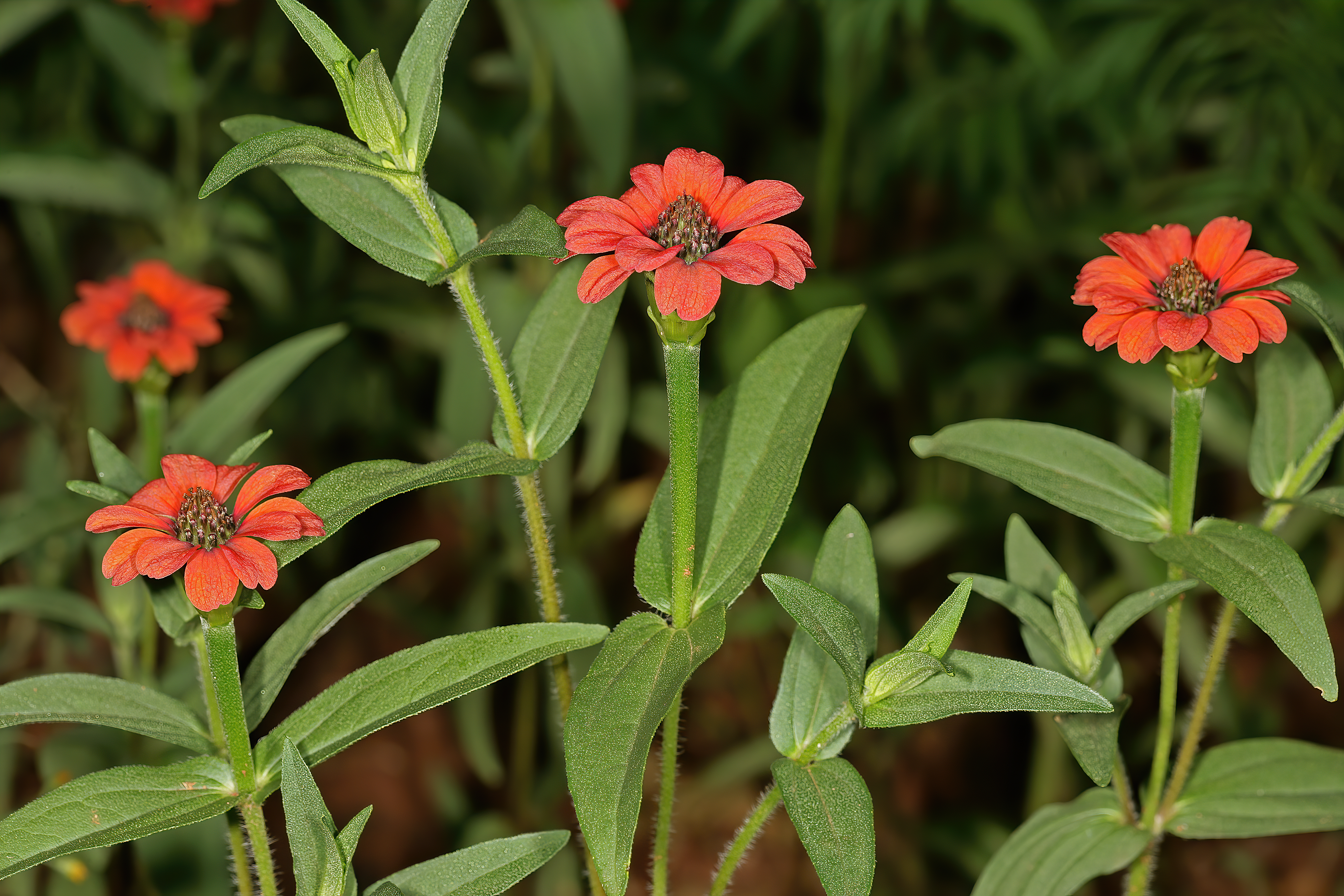
Vista de la planta

Zinnia peruviana es una planta de la familia de las asteráceas, nativa de América.

## Descripción
Es una hierba anual de hasta 90 cm de alto. Los tallos erectos son estriados, finamente estrigosos a hirsutos. Las hojas son sésiles, linear-lanceoladas a elípticas u ovadas, tuberculado-híspidas en el haz y en el envés, de hasta 7 cm de largo y 3 cm de ancho, de ápice agudo a obtuso y base cuneada a cordada. 
La inflorescencia es una cabezuela terminal sobre un pedúnculo pubescente de hasta 7 cm de largo. Involucro campanulado de unas 12 a 20 brácteas glabras, verdoso-amarillentas. Flores liguladas 6 a 15, fértiles, casi siempre de color rojo oscuro o brillante, pero en ocasiones anaranjadas o más pálidas. Flores del disco hasta 50, hermafroditas, de corola amarillenta en la parte inferior y moradas en la superior. El fruto es una cipsela finamente pubescente, de color marrón y unos 9 mm de largo; los de las flores liguladas son fusiformes y sin vilano, mientras que los de las flores del disco son triquetros con un vilano de una arista rígida. Florece generalmente en verano y otoño.

## Distribución y hábitat
Es una especie de amplia distribución y que se beneficia del disturbio antropogénico. De manera nativa se distribuye del sur de Estados Unidos (Arizona), por México no peninsular y todo Centroamérica, el oeste de Sudamérica y hasta el centro de Argentina. Su hábito malezoide y su rápido crecimiento han ayudado a su dispersión por demás regiones de clima templado y tropical a nivel mundial, como en el este y sur de África, el subcontinente indio, China y Australia.

## Usos

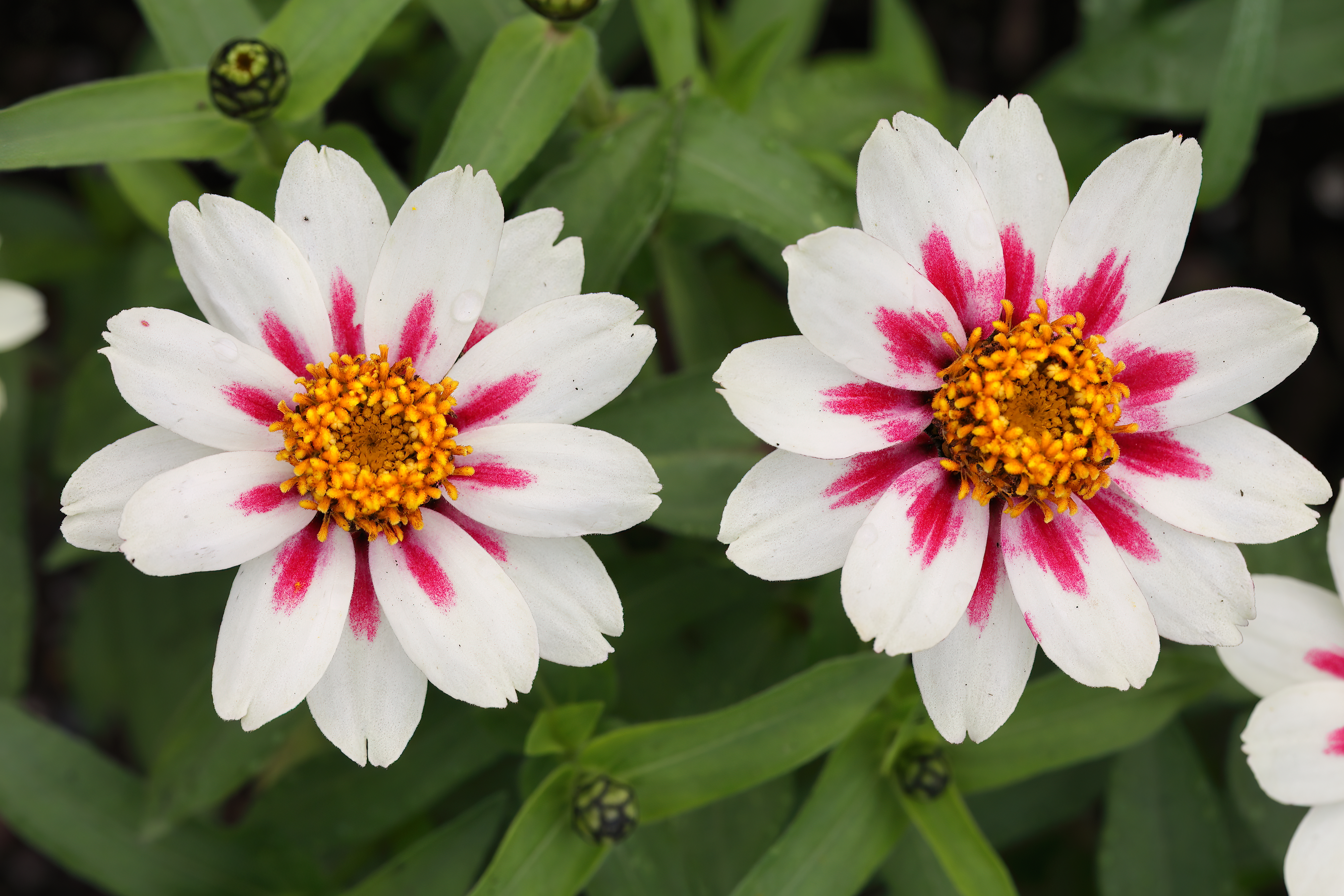
En cultivo (variedad 'Zahara Starlight Rose')

Zinnia peruviana, que se conoce vulgarmente como San Miguel, gallito, mal de ojo o chinita del campo, entre otros nombres comunes, encuentra usos como planta medicinal, tintórea y ornamental. En medicina tradicional, una decocción de tallos y hojas se emplea como infusión contra el dolor abdominal y contra la fiebre.
En cultivo, la planta resulta atractiva al presentar una gran variedad en el color de la floración, que puede ser roja, anaranjada, rosada, púrpura, lila, amarilla o blanca. Se usa en jardines de vida silvestre para atraer a la fauna nectarívora. Necesita de un suelo fértil, bien drenado, en setos a pleno sol. Deben colectarse las semillas para volver a sembrarlas para el año siguiente.

## Taxonomía
Zinnia peruviana fue descrita en 1759 por Carlos Linneo, sobre un basónimo de él mismo, en Systema naturæ, ed. 10. 2: 1221.

### Etimología
Zinnia: nombre genérico dado en honor al botánico alemán Johann Gottfried Zinn.
peruviana: epíteto geográfico que alude a su holotipo, colectado por Joseph de Jussieu en Perú.

### Sinónimos
- Chrysogonum peruvianum L. [basónimo]
- Crassina intermedia (Engelm.) Kuntze
- Crassina leptopoda (DC.) Kuntze
- Crassina multiflora (L.) Kuntze
- Crassina peruviana (L.) Kuntze
- Crassina peruviana var. flava Kuntze
- Crassina tenuiflora (Jacq.) Kuntze
- Crassina verticillata (Andrews) Kuntze
- Lepia multiflora (L.) Hill
- Lepia pauciflora Hill
- Rudbeckia pauciflora Zinn.
- Zinnia florida Salisb.
- Zinnia floridana Raf.
- Zinnia fulva Schrank
- Zinnia grandiflora DC.
- Zinnia hybrida Roem. & Usteri
- Zinnia hybrida Poir. ex J.B.A.M.de Lamarck
- Zinnia intermedia Engelm. ex F.A.Wislizenus
- Zinnia leptopoda DC.
- Zinnia linearifolia Moench
- Zinnia lutea Gaertn.
- Zinnia mendocina Phil.
- Zinnia multiflora L.
- Zinnia multiflora var. flava DC.
- Zinnia multiflora var. rubra DC.
- Zinnia pauciflora L.
- Zinnia revoluta Cav.
- Zinnia tenuiflora Jacq.
- Zinnia verticillata Andrews
- Zinnia verticillata Cav.[9]